# Clemente Graziani
Clemente Graziani, detto Lello (Roma, 17 marzo 1925 – Asunción, 12 gennaio 1996), è stato un politico italiano, conosciuto come uno dei dirigenti di Centro Studi Ordine Nuovo e poi fondatore del movimento politico terroristico Ordine Nuovo.

## Biografia
Orfano di padre a tre anni, conseguì il diploma all'Istituto commerciale e trovò lavoro al Ministero dei trasporti, che però abbandonò poco dopo per presentarsi volontario nella Regia Marina falsificando i documenti data la giovane età. Disertò ben presto dopo l'aggressione a un ufficiale.

## Dalla RSI al MSI
Nell'inverno 1944 si arruolò volontario nell'esercito della Repubblica Sociale Italiana. Durante la battaglia di Montecassino fu impegnato con compiti di collegamento tra prima linea e retrovia. Partecipò alla ritirata fino a Roma.
All'arrivo degli Alleati trovò lavoro in un'autorimessa e, appena finita la guerra, cominciò l'attività politica, per lo più attivistica. Partecipò alla fondazione del Movimento Sociale Italiano, ma non ne prese subito la tessera.
In questo periodo iniziava la sua formazione culturale. Alla Biblioteca nazionale lesse per caso un libro di Julius Evola, decise d'incontrarlo e da allora iniziò tra loro un sodalizio molto intenso. Evola divenne per Graziani e per tutti i giovani che ruotavano attorno alle riviste Imperium e La Sfida (i cosiddetti figli del sole) il padre spirituale della destra tradizionalista.
Fu arrestato nel 1949 perché responsabile del tentato affondamento della nave-scuola Cristoforo Colombo destinata all'Unione Sovietica come risarcimento dei danni di guerra. Prese quindi parte agli attentati dei FAR (Fasci di Azione Rivoluzionaria) e della Legione Nera nel 1951, e negli incidenti alla Garbatella.
Per la Legione, Graziani, Franco Dragoni e Fausto Gianfranceschi dedicarono la serata del 12 marzo 1951 ad attentati dinamitardi per le strade di Roma; in particolare, Graziani si occupò di una finestra del Ministero degli Esteri. Le indagini, spronate anche da altri attentati successivi, portarono all'incriminazione di diversi esponenti dell'ultradestra del tempo, ci furono retate (guidate da Federico Umberto D'Amato) che a maggio portarono al fermo dello stesso Evola, e nel successivo giugno ci fu il processo; Graziani, Dragoni e Gianfranceschi ebbero le condanne più severe, a un anno e 11 mesi.
Più tardi Paolo Signorelli avrebbe ricordato che Graziani era il leader della Legione Nera, anzi fu lui a darle il nome.

## Graziani e Ordine Nuovo
Nel 1953 Graziani costituì con Pino Rauti, Paolo Andriani e Paolo Signorelli il Centro Studi Ordine Nuovo, laboratorio di idee che si rifaceva agli insegnamenti di Evola, come componente interna del Movimento Sociale Italiano. Al congresso nazionale missino di Milano del novembre 1956 si alleano con la "sinistra" di Almirante e Massi, perdendo di misura sui moderati di Michelini che è confermato segretario. Tutto il gruppo di Ordine Nuovo esce allora dal partito . 
In questo periodo gli fu concessa la tessera dell'OAS francese (organizzazione paramilitare dedita all'attività terroristica per impedire l'indipendenza dell'Algeria), "privilegio" sino ad allora assicurato solo ad un altro italiano.
Nel 1969, quando Giorgio Almirante assunse la guida del partito alla morte di Arturo Michelini, Rauti e quasi tutti i dirigenti del "Centro studi ON" rientrarono nell'MSI; il 21 dicembre Graziani con i pochi dirigenti dissidenti, fra i quali Elio Massagrande, Paolo Signorelli e Carlo Maria Maggi, fondò invece il Movimento Politico Ordine Nuovo, che mantenne come emblema l'ascia bipenne racchiusa in un cerchio bianco su sfondo rosso. Il movimento pubblicò il periodico Ordine Nuovo Azione e divenne l'organizzazione più consistente della destra extraparlamentare.
Il rifiuto di rientrare nel MSI fu così spiegato da Graziani:
(Clemente Graziani, citato in Caprara, Semprini, op.cit.)

## Il processo a Ordine Nuovo
Nel 1971 la Procura della Repubblica di Roma aprì un procedimento contro il movimento per ricostituzione del disciolto Partito Nazionale Fascista: poiché l'accusa non riguardava fatti di sangue o episodi di violenza politica, Graziani parlò di "processo alle idee". La sua latitanza iniziò poco dopo la sentenza del primo processo a Ordine nuovo, emessa il 21 novembre 1973, con cui fu condannato a 5 anni e 3 mesi di reclusione (ridotti in appello a 3 anni) e interdizione perpetua dai pubblici uffici. Il giorno dopo il movimento fu posto fuorilegge dal ministro dell'Interno dell'epoca, Paolo Emilio Taviani.
Nelle sue memorie Taviani ebbe poi a raccontare di un incontro con il pubblico ministero Vittorio Occorsio avvenuto in corso di processo, prima della sentenza, durante il quale il magistrato gli chiese: "Tutto finirà ancora una volta nel nulla?", e il ministro rispose di no, essendosi reso conto della pericolosità assunta dal movimento. E sempre allo stesso riguardo, lo stesso Taviani raccontò che una volta preparato il decreto di scioglimento del movimento, giunto a Palazzo Chigi registrò la contrarietà di Mariano Rumor, di Aldo Moro e del capo di gabinetto Piga, per il quale il decreto era incostituzionale; allontanatosi Moro, il consiglio dei ministri lo avrebbe allora approvato all'unanimità. La remora dell'incostituzionalità dipendeva dal fatto che lo scioglimento di un organo politico, quindi la privazione di diritti politici, veniva fatto dipendere da una sentenza di primo grado e non da una condanna definitiva, come lo stesso Taviani confermava fosse nelle previsioni della legge Scelba. Fu invece interpretata la legge dando corpo (nel senso mostrato dai fatti) all'ipotesi "qualora, con sentenza, risulti accertata" la ricostituzione del partito fascista.

## La latitanza
Graziani realizzò Anno Zero, periodico che ricalcava i contenuti di Ordine Nuovo Azione e che rappresentava la continuazione di ON; la testata doveva nelle previsioni occuparsi di problemi sociali, ma ne uscirono solo quattro numeri. 
Dalla latitanza promosse, in Francia, il giornale Année Zéro.
Negli anni che seguirono Graziani fu accusato di numerosi fatti, come  il tentato golpe Borghese, la cospirazione della Rosa dei venti, gli attentati a firma di Ordine Nero, il ferimento dell'esule cileno Leighton, l'unificazione con Avanguardia Nazionalee, infine, l'omicidio del giudice Vittorio Occorsio, per il quale fu spiccato anche contro di lui un mandato di cattura internazionale.
Fu arrestato e processato a Londra, ma le autorità del Regno Unito non concessero l'estradizione per l'inconsistenza delle prove, tanto che il giudice inglese si rammaricò di non poter condannare lo Stato italiano al pagamento delle spese processuali. Dopo la Grecia dei colonnelli (alle cui autorità militari si presentò dichiarandosi disponibile a combattere in un'eventuale guerra contro la Turchia) e l'Inghilterra, Graziani riparò prima nella Bolivia di Banzer, cioè l'unico paese che lo accettava ufficialmente nonostante i mandati di cattura internazionali, e poi in Paraguay, dove per la seconda volta fu negata l'estradizione in Italia. Graziani si stabilì nel Chaco e divenne ganadero, ovvero allevatore di bestiame.
Non trascurò però l'impegno politico: molti sono gli scritti, i saggi e i progetti di riviste prodotti durante questo periodo. Stabilitosi in Paraguay aprì la sua casa di Asunción a coloro che venivano a trovarlo dall'Italia; lo raggiunsero amici e famiglia, a cominciare dalla moglie Fiorella e i figli. Nel frattempo, cadevano le accuse nei suoi confronti: fu assolto dalle rimanenti imputazioni, compresa la più grave, ossia quella legata all'omicidio Occorsio, da cui fu scagionato con formula piena. Gli restavano da scontare solo 8 mesi di reclusione, pena residua del primo processo a Ordine Nuovo.
La salute cominciava a vacillare e quindi si impegnò nella sistemazione delle situazioni familiari e private. Morì ad Asunción il 12 gennaio 1996.
Così lo descrisse Pino Rauti dopo la morte:
(Pino Rauti, intervista 1996)